# 贝尔格讷斯
贝尔格讷斯（法語：Bergueneuse，法語發音：[bɛʁɡənøz]）是法国上法蘭西大區加来海峡省的一个市镇，属于阿拉斯区。

## 地理
贝尔格讷斯（50°28'7"N, 2°15'12"E）面积2.78 平方千米，位于法国上法蘭西大區加来海峡省，该省份为法国北部沿海省份，西北濒北海，南至索姆省，东临北部省。
与贝尔格讷斯接壤的市镇（或旧市镇、城区）包括：厄尚、特讷尔、昂万、埃基尔。

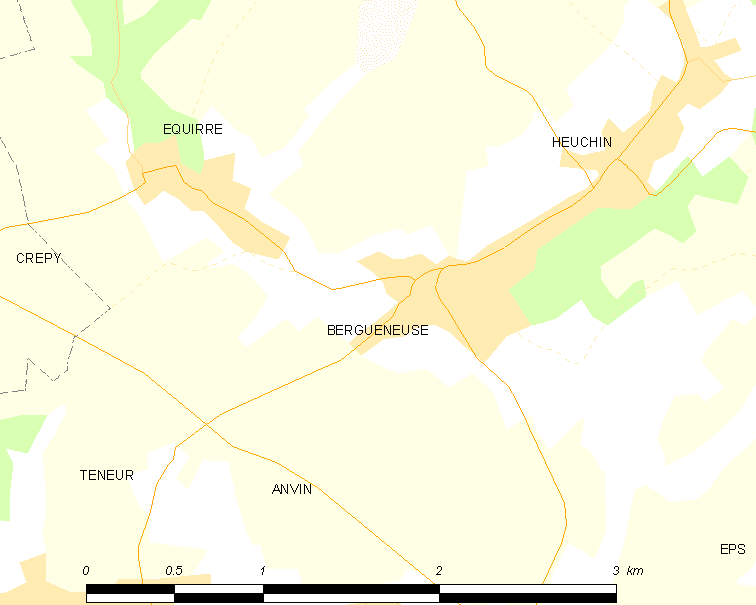
贝尔格讷斯的OSM定位图

贝尔格讷斯的时区为UTC+01:00、UTC+02:00（夏令时）。

## 行政
贝尔格讷斯的邮政编码为62134，INSEE市镇编码为62109。

## 政治
贝尔格讷斯所属的省级选区为泰努瓦斯河畔圣波勒县。

## 人口

1962-2008年间贝尔格讷斯人口变化图示

贝尔格讷斯于2022年1月1日时的人口数量为215人。